# Geranium pamiricum
Geranium pamiricum là một loài thực vật có hoa trong họ Mỏ hạc. Loài này được Ikonn. mô tả khoa học đầu tiên năm 1972.